# Ana Isabel de França
Ana Isabel de França (em francês: Anne-Élisabeth de France; Paris, 18 de novembro de 1662 – Paris, 30 de dezembro de 1662) foi uma filha da França, tendo sido madame real.

## Biografia
Ana Isabel nasceu no Palácio do Louvre, em Paris, ela é nomeada após suas avós Ana de Áustria, Rainha da França e Isabel de Bourbon, Rainha da Espanha. Como filha do rei, ela é uma filha da França, que lhe dá o predicado de Sua Alteza Real. Ela é batizada na religião católica com seu tio paterno Filipe I, Duque de Orleães como padrinho e sua avó paterna Ana da Áustria, mãe de Luís XIV. A jovem princesa morreu um mês após seu nascimento em 30 de dezembro de 1662 com uma inflamação no peito no Louvre onde nasceu. O seu falecimento teve por ponto positivo aproximar um tanto os seus pais. Ela está enterrada na Basílica de Saint-Denis.